# ヤング・アンド・ビューティフル
「ヤング・アンド・ビューティフル」（"Young and Beautiful"）は、アメリカ合衆国のシンガーソングライターであるラナ・デル・レイが2013年の映画『華麗なるギャツビー』のために書いた楽曲である。同映画のサウンドトラック『ミュージック・フロム・バズ・ラーマンズ・華麗なるギャツビー』からのシングルとして2013年4月23日に発売された。オルタナティヴ・ロック・バラッドであるこの曲はデル・レイが映画の監督であるバズ・ラーマンと共同で作詞した。

## 背景
『華麗なるギャツビー』の監督・製作者・脚本家であるバズ・ラーマンと共同でデル・レイは「ヤング・アンド・ビューティフル」を書き下ろし、サウンドトラックとして提供した。曲はcontemporary hit radioで発表され、映画のキックオフ・シングルとして使われた。トラックの一部は公式予告編で使われ、レオナルド・ディカプリオとキャリー・マリガンの場面で流される。

## ミュージック・ビデオ
ミュージック・ビデオは2013年4月22日公開が予定されていたが、同年5月10日に延期された。ビデオでは。フルストリング・オーケストラに挟まれたデル・レイが1920年代のアール・デコのファッションで歌っている。ビデオの監督はクリス・スウィーニーが務めた

## 批評家の反応
ヒップホップ誌『Rap-Up』では「忘れられない」、MTVでは「地味なサウンド」と評された。

## チャート
アメリカ合衆国のBillboard Hot 100では22位となった。。
| チャート (2013)                 | 最高 順位 |
| ------------------------------- | --------- |
| オーストラリア (ARIA)           | 39        |
| ベルギー (Ultratip Flanders)    | 29        |
| ベルギー (Ultratop 50 Wallonia) | 35        |
| カナダ (Canadian Hot 100)       | 68        |
| フランス (SNEP)                 | 58        |
| アイルランド (IRMA)             | 48        |
| UK (Official Charts Company)    | 69        |
| US Billboard Hot 100            | 22        |
| US Rock Songs (Billboard)       | 13        |

## 発売史
| 地域           | 日付          | フォーマット         | レーベル                   |
| -------------- | ------------- | -------------------- | -------------------------- |
| アメリカ合衆国 | 2013年4月23日 | デジタルダウンロード | インタースコープ・レコード |